# Pterogenia brevis
Pterogenia brevis är en tvåvingeart som först beskrevs av Walker 1865.  Pterogenia brevis ingår i släktet Pterogenia och familjen bredmunsflugor. Inga underarter finns listade i Catalogue of Life.